# Rodrigo Mora
Rodrigo Nicanor Mora Núñez (Rivera, 29 de outubro de 1987), é um ex-futebolista uruguaio que atuava como atacante. 

## Carreira
Começou a carreira no Juventud, jogando muitos jogos na temporada 2007–08. Em 2008, foi contratado pelo Defensor Sporting. Com poucas oportunidade, foi emprestado por um ano ao Cerro. Em 2011, retornou ao Defensor e teve uma boa performance, onde marcou 11 gols em 15 jogos pelo Torneio Apertura, e marcou 6 gols  na Copa Sul-Americana de 2010, onde foi vice artilheiro.
Em 2011, Mora confirmou que assinou um pré-contrato com o Benfica. O Defensor ameaçou recorrer à FIFA caso se confirmasse o pré-acordo com o Benfica, tendo colocado Mora para treinar na equipa de reserva. Como a razão assistia ao jogador, Mora cumpriu com o restante do contrato com os uruguaios, mas seguiu para Portugal em seguida.
No primeiro semestre de 2012, Mora foi emprestado ao Peñarol. Ao fim de seu empréstimo, foi novamente emprestado, dessa vez ao River Plate.Após o empréstimo ter expirado, foi contratado em definitivo pelos River Plate, numa negociação que envolveu a ida de Rogelio Funes Mori ao Benfica. Após um breve período de empréstimo na Universidad de Chile, retornou ao River em meados de 2014, mediante solicitação do novo treinador Marcelo Gallardo, sendo parte da equipe que venceu a Copa Sul-Americana de 2014, a Recopa Sul-Americana de 2015 e a Copa Libertadores da América de 2015. Em maio de 2017, após uma necrose avascular, ficou afastado dos gramados por 9 meses, voltando a jogar em 28 de janeiro, entrando no decorrer da partida contra o Huracán.Voltou a marcar em 18 de fevereiro, no empate em 2–2 com o Godoy Cruz, no Monumental de Núñez.
Em 7 de janeiro de 2019, anunciou sua aposentadoria aos 31 anos, devido a dores constantes no quadril.

## Títulos
River Plate
- Copa Sul-Americana: 2014
- Recopa Sul-Americana: 2015, 2016
- Supercopa Euroamericana: 2015
- Copa Libertadores da América: 2015, 2018
- Copa Argentina: 2015–16, 2016–17
- Supercopa Argentina: 2017

### Prêmios individuais
- Seleção da Copa Libertadores da América de 2015[8]